# فدریکو راواگلیا
فدریکو راواگلیا (انگلیسی: Federico Ravaglia؛ زادهٔ ۱۱ نوامبر ۱۹۹۹) بازیکن فوتبال اهل ایتالیا است.
از باشگاه‌هایی که در آن بازی کرده‌است می‌توان به باشگاه فوتبال بولونیا اشاره کرد.